# Pigalle (film)
Pour plus de détails, voir Fiche technique et Distribution.
Pigalle est un film franco-suisse réalisé par Karim Dridi, sorti en 1994.

## Fiche technique
- Titre français : Pigalle
- Réalisation : Karim Dridi
- Scénario : Karim Dridi
- Photographie : John Mathieson
- Musique : Alain Bashung et Antidote
- Montage : Lise Beaulieu
- Pays d'origine :  France |  Suisse
- Format : couleur - 1,85:1 - Mono
- Genre : drame, policier
- Date de sortie : 1994

## Distribution
- Véra Briole : Véra
- Francis Renaud : Fifi
- Blanca Li : Divine
- Philippe Ambrosini : Malfait
- Jean-Michel Fête : P'tit Fred
- Patrick Chauvel : Jésus le Gitan
- Jean-Claude Grenier : l'Empereur
- Jean-Jacques Jauffret : Marc-Antoine
- Philippe Nahon : Lezzi

## Distinctions
- Prix Michel-Simon pour Véra Briole et Francis Renaud
- Prix special du jury au festival de Genève pour Francis Renaud en 1994
- Prix spécial du jury au festival Kinotavr de Sotchi
- Nomination au César du meilleur premier film
- En compétition à la Mostra de Venise 1994